# 1343
Évszázadok: 13. század – 14. század – 15. század
Évtizedek: 1290-es évek – 1300-as évek – 1310-es évek – 1320-as évek – 1330-as évek – 1340-es évek – 1350-es évek – 1360-as évek – 1370-es évek – 1380-as évek – 1390-es évek
Évek: 1338 – 1339 – 1340 – 1341 –  1342 – 1343 – 1344 – 1345 – 1346 – 1347 – 1348

## Események
- január 4. – Andrea Dandolo velencei dózse megválasztása (1354-ig uralkodik)
- január 26. – Bölcs Róbert nápolyi király halálával viszály alakul ki a trónutódlás körül. Erzsébet magyar királyné, Károly Róbert király özvegye Nápolyba indul, hogy megnyerje a főurakat fia András herceg számára
- január 26. – I. Johanna nápolyi királynő (Bölcs Róbert unokája) lesz Nápoly uralkodója (1381-ben leteszik)
- március 24. – Büki István kerül a csanádi püspöki székbe
- május 24. – VI. Amadé (Amadeusz) savoyai gróf (Aymon fia) trónra lépése (1383-ig uralkodik)
- szeptember 3. „In supremae dignitatis” kezdetű pápai bullájával VI. Kelemen pápa hivatalosan megalapította a Pisai Egyetemet. Még abban az évben az Atendentes Provide kezdetű  bulla engedélyezi az egyházi személyeknek, hogy hallgatóként részt vegyenek az oktatásban.
- Miklós Sándor havasalföldi fejedelem elismeri I. Lajos magyar királyt hűbérurának
- VII. Magnus norvég király lemond a trónról fia a mindössze 3 éves Haakon javára (aki 1380-ig uralkodik)

## Születések
- július 23. – Thomas Percy, Worcester grófja, angol lázadó († 1403)

Bizonytalan dátum
- Csókei japán császár a Muromacsi-korban († 1394)
- Tommaso Mocenigo, velencei dózse († 1423)
- Paolo Alboino della Scala, Verona uralkodója († 1375)
- Alexander Stewart, skót főúr, Buchan grófja († 1394)
- Geoffrey Chaucer, az első angol nyelven alkotó költő, filozófus, hivatalnok, diplomata († 1400)

## Halálozások
- január 26. – Bölcs Róbert nápolyi király (* 1277)
- június 22. – Aymon savoyai gróf (* 1291)
- szeptember 16. – III. Fülöp navarrai király (* 1306)